# Liste der Naturdenkmäler in Vöran
Die Liste der Naturdenkmäler in Vöran (italienisch Verano) enthält die zwei als Naturdenkmal ausgewiesenen Objekte auf dem Gebiet der Gemeinde Vöran in Südtirol.
Basis ist das im Internet einsehbare offizielle Verzeichnis der Naturdenkmäler in Südtirol (Stand: 23. Januar 2015). Dabei kann es sich um botanische, geologische oder hydrologische Naturdenkmäler handeln. Die Reihenfolge in dieser Liste orientiert sich an der ID, alternativ ist sie auch nach dem Namen sortierbar.

## Liste
| Foto |                 | Name                       | Standort                     | Beschreibung                                               |
| ---- | --------------- | -------------------------- | ---------------------------- | ---------------------------------------------------------- |
| ja   | Datei hochladen | Beimsteinknott ID: 111_G01 | 46° 36′ 25″ N, 11° 13′ 48″ O | Geologisches Naturdenkmal: Rundbuckel und Gletscherschliff |
| ja   | Datei hochladen | Bruggen Lacke ID: 111_G02  | 46° 37′ 29″ N, 11° 14′ 23″ O | Geologisches Naturdenkmal: Feuchtgebiet                    |

| Foto: | Fotografie des Naturdenkmals. Klicken des Fotos erzeugt eine vergrößerte Ansicht. Daneben finden sich zwei Symbole: |
| ID    | Identifikator bei der Abteilung Natur, Landschaft und Raumentwicklung der Südtiroler Landesverwaltung               |